# Velké vytí

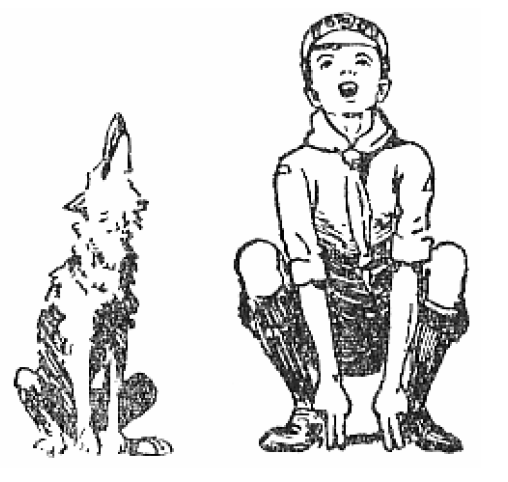
Ilustrace od Baden-Powella v The Wolf Cub's Handbook (1916) zobrazující vlče v podřepu napodobující vlka na Velkém vytí, ceremoniálu inspirovaném Knihou džunglí

Velké vytí je ceremoniál provozovaný mladými skauty čili vlčaty. Vymyslel ho Robert Baden-Powell na základě příběhů Mauglího z Kiplingovy Knihy džunglí. Vlčata při něm napodobují vlky zdravící Akélu, „Starého vlka“ na Poradní skále a připomíná se jim tak vlčácký slib. Baden-Powell vytvořil Velké vytí také pro světlušky, které místo vlka napodobují sovu.

## Vznik
Pět let po založení z skautského hnutí, Baden-Powell a další pracovali na systému vzdělávání pro ty, kteří byli příliš mladí pro vstup do skautu od 11 let , nejprve s názvem „Junior Scouts“. V době zahájení programu, Baden-Powell získal souhlas svého přítele a souseda Rudyarda Kiplinga používat Knihu džunglí jako téma. Pod názvem „vlčata“, bylo 8 až 10letým chlapcům umožněno účastnit se základních verzí činností starších skautů, ale na pozadí džungle z Mauglího příběhu z Kiplingovy knihy. Vlčata hrají scény z příběhu a dospělý vedoucí přijme jméno postavy z knihy, lídra v oblasti starostí, Akély, který byl v čele smečky.
Baden-Powell doprovázel zavedení nové kategorie hnutí knihou The Wolf Cub's Handbook , která vyšla 2. prosince 1916. V první kapitole se popisuje, jak v knize džunglí, „Všichni vlci seděli v kruhu kolem Poradní skály, a Akéla, starý vlk, hlava smečky, zaujal místo na skále; všichni se vztyčenými hlavami zavyli svůj pozdrav k němu.“ Baden-Powell pokračoval; „Když váš starý Vlk, Akéla – je to váš Vůdce smečky nebo jiný skaut – přijde na vaši schůzi, pozdravte ho v podřepu v kruhu jako to dělají mladí vlci, a pozdravte ho Velkým vytím“.

## Původní Velké vytí

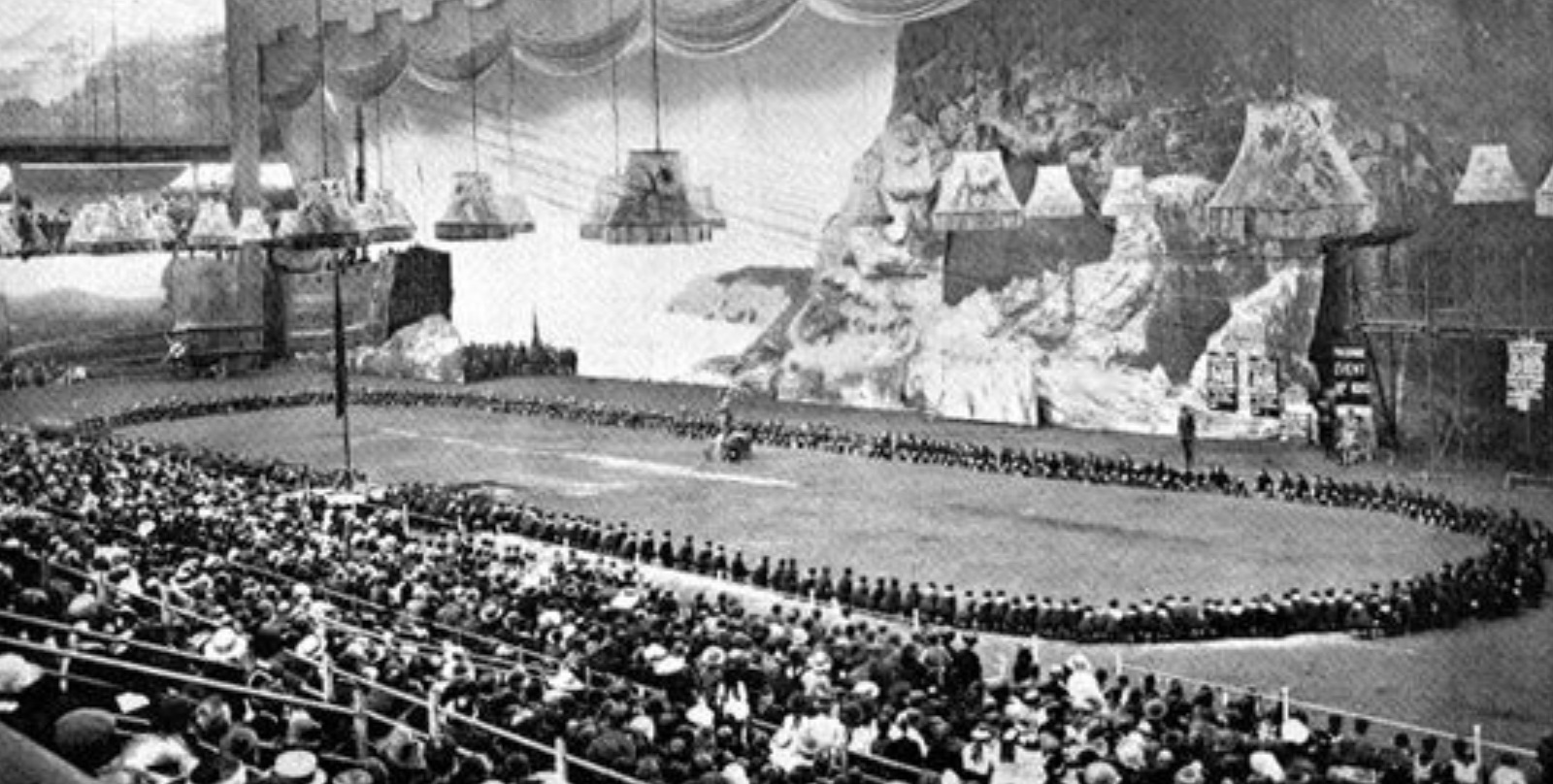
Na prvním světovém jamboree se v Olympia Hall v Londýně Velkého vytí zúčastnilo 500 vlčat.

V původním návodu k Velkému vytí je Baden-Powell v The Wolf Cub's Handbook popsal takto:
- Vedoucí: „Pack – Pack – Pack!“ Tím svolává vlčata do slavnostního kruhu.
- Vlčata odpovídají, když doběhnou na své místo v kruhu: „Pack!“
- Když vedoucí vstoupí do kruhu, vlčata si dřepnou s „předními tlapkami“ na zemi mezi nohama a s koleny směrem ven.
- Vlčata: „Ah-kay-la! We-e-e-e-ll do-o-o-o o-o-o-u-u-r BEST!“ Na slovo „BEST“, vlčata vyskočí na nohy s rukama po stranách hlavy, vztyčené dva prsty připomínají uši vlka.
- Šestník: „Dyb – dyb – dyb – dyb“ Slovo „dyb“ je zkratkou od „Do Your Best“, což je první částí slibu a původní heslo vlčat.
- Na čtvrté „dyb“ vlčata skloní levou rukou a pravou pak vytvoří vlčácký pozdrav.
- Vlčata: „We-e-e-e-ll dob-dob-dob-dob“, ve významu „We'll do our best“.[1]

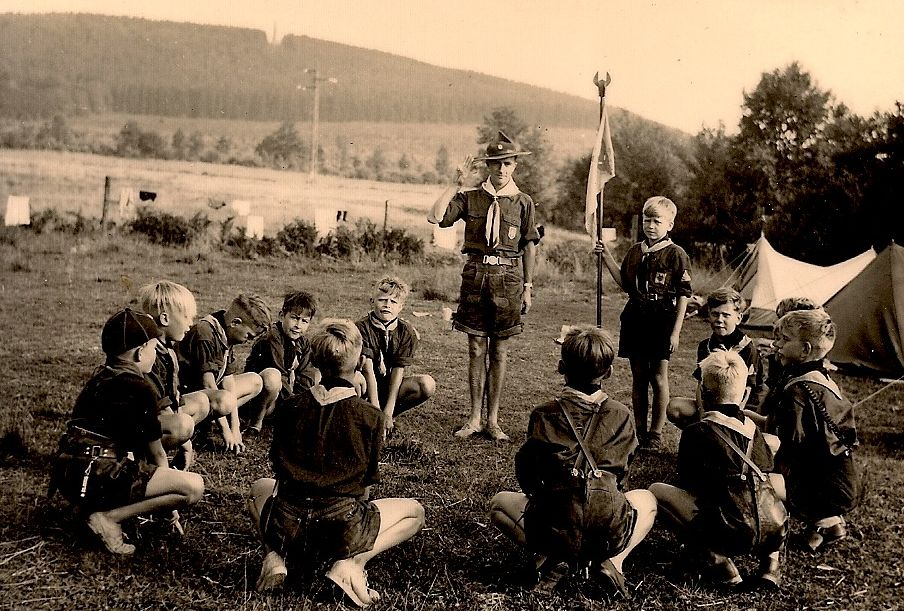
Velké vytí německých vlčat z Bund Deutscher Pfadfinderinnen v roce 1950